# Lê Xuân Lựu
Lê Xuân Lựu (1925-2016) là một giáo sư triết học, trung tướng Quân đội nhân dân Việt Nam, nguyên giám đốc Học viện Chính trị Quân sự.

## Tiểu sử
- Ông sinh tháng 1 năm 1925 tại xã Sơn Lễ, huyện Hương Sơn, tỉnh Hà Tĩnh.[1]
- Năm 1947, 22 tuổi, ông gia nhập Quân đội nhân dân Việt Nam.[1]
- Ông tham gia kháng chiến chống Pháp, kháng chiến chống Mỹ, tham gia Chiến dịch Bình Giã, Đồng Xoài, Chiến dịch Hồ Chí Minh mặt trận tây nam Sài Gòn.[1]
- Ông từng đảm nhiệm các chức vụ: huyện ủy viên, Chính trị viên đại đội, chính trị viên tiểu đoàn, chính ủy, trung đoàn trưởng, tỉnh đội trưởng, chủ nhiệm chính trị sư đoàn, chính ủy sư đoàn, phó chính ủy quân khu, chính ủy sư đoàn 5.
- Ông giảng dạy triết học tại Học viện Quốc phòng, Học viện Chính trị Quân sự.
- Từ năm 1981-1991, ông giữ chức giám đốc Học viện Chính trị Quân sự.
- Năm 1986, ông được phong quân hàm trung tướng.
- Năm 1988, ông được Chính phủ Việt Nam công nhận học hàm giáo sư Triết học.
- ông nghỉ hưu năm 1996.
- Vào 16 giờ 25 phút, ngày 24 tháng 3 năm 2016, tại Bệnh viện Trung ương Quân đội 108, ông từ trần.[2]

## Tác phẩm
1. Chủ nghĩa Mác-Lênin, tư tưởng Hồ Chí Minh với sự nghiệp của chúng ta, Nhà xuất bản Quân đội nhân dân, năm 2005.
2. Một số vấn đề định hướng xã hội chủ nghĩa trong sự nghiệp xây dựng và bảo vệ tổ quốc, Nhà xuất bản Quân đội nhân dân, năm 2003.
3. Lịch sử công tác Đảng, công tác chính trị trong kháng chiến chống Pháp và chống Mỹ.

## Thành tích và khen thưởng
1. Huân chương Độc lập hạng Nhì[2]
2. Huân chương Chiến công hạng Nhì[2]
3. Huân chương Quân công hạng nhất, ba[2]
4. Huân chương Chiến thắng hạng nhì[2]
5. Huân chương Kháng chiến chống Mỹ, cứu nước hạng nhì[2]
6. Huân chương Chiến sĩ vẻ vang hạng nhất, nhì, ba[2]
7. Huân chương Chiến sĩ Giải phóng hạng nhất, nhì, ba[2]
8. Huy chương Quân kỳ Quyết thắng[2]
9. Huy chương Vì thế hệ trẻ[2]
10. Huy hiệu 70 năm tuổi Đảng Cộng sản Việt Nam[2]